# Pachyloma pusillum
Pachyloma pusillum är en tvåhjärtbladig växtart som beskrevs av John Julius Wurdack. Pachyloma pusillum ingår i släktet Pachyloma och familjen Melastomataceae. Inga underarter finns listade i Catalogue of Life.